# Saison 1991-1992 du Racing Club de Lens
Chronologie
Saison précédente Saison suivante
La saison 1991-1992 du Racing Club de Lens, membre de la première division, a vu l'équipe terminer huitième du Championnat de France pour sa remontée dans l'élite du football français.
Le RC Lens, promu en première division, termine pour son retour huitième du championnat et est seizième de finaliste de la Coupe de France. La saison est marquée en championnat par le match à domicile gagné contre l'Olympique de Marseille. La rencontre s'est déroulée devant 48 912 spectateurs, ce qui en fait alors le record national du championnat.

## Avant-saison

### Transferts
Plusieurs joueurs arrivent au club au début de la saison. Les principales arrivées sont celles de Bernard Lama, Jimmy Adjovi-Boco et Jules Bocandé alors que le club pense initialement évoluer en deuxième division, ce qui ne se produit pas en raison des relégations administratives de l'OGC Nice, du Stade brestois et des Girondins de Bordeaux décidées par la Direction nationale du contrôle de gestion.

## Compétitions

### Championnat
La saison de championnat de division 1 1991-1992 a lieu du 20 juillet 1991 au 1er mai 1992. C'est la 54e édition du championnat de France de football et elle oppose 20 clubs au cours de 38 rencontres. C'est la 39e participation du Racing Club de Lens à cette compétition, le club étant nouvellement promu.

#### Déroulement de la saison
Le championnat commence pour le Racing Club de Lens par la réception à domicile du FC Metz qui se solde par une défaite deux buts à zéro. Les Lensois s'imposent ensuite en déplacement à Toulon qui permet aux Lensois de figurer en milieu de tableau. À mi-saison, Lens compte deux victoires, pour 13 nuls et quatre défaites et pointe alors en quatorzième place du classement. La vingt-neuvième journée est le match à domicile le plus attendu de la saison. À cette occasion, le RC Lens reçoit l'Olympique de Marseille, champion en titre, premier du classement provisoire et finaliste européen sortant. Les supporters lensois se mobilisent plusieurs jours avant le match et celui-ci se dispute devant 48912 spectateurs, ce qui en fait alors le record d'affluence dans l'histoire du Championnat de France,,. Après l'ouverture du score lensoise en première mi-temps par Roger Boli, son frère Boli égalise pour Marseille. Un but de Francis Gillot offre la victoire au RC Lens en deuxième mi-temps,.
Finalement, le RC Lens conclut sa saison à la huitième place avec 39 points.

#### Classement final et statistiques
Le Racing Club de Lens termine le championnat à la huitième place avec 11 victoires, 17 matchs nuls et 10 défaites. Lens présente la douzième attaque avec 36 buts et la troisième meilleure défense avec 30 buts encaissés,. Le Racing Club de Lens, douzième équipe à domicile avec 23 points, est cinquième à l'extérieur avec 16 points.

### Coupe de France
Le RC Lens entre en lice en Coupe de France, comme tous les clubs professionnels de première division, au niveau des trente-deuxièmes de finale. Les Lensois se déplacent le 23 février 1992 au stade des Francs de Colmar affronter les Sports réunis Colmar, pensionnaires de division d'honneur. Les Lensois s'imposent grâce à des buts en deuxième mi-temps de Frédéric Déhu et Jules Bocandé, qui signe un doublé en quatre minutes.
Au tour suivant, le tirage au sort amène Lens à se déplacer à Caen pour y affronter le Stade Malherbe. Lors du match, Caen mène deux buts à un en fin de première mi-temps, le score étant à égalité trois buts partout à la fin du temps réglementaire. La prolongation voit Caen inscrire deux buts et se qualifier, Lens n'inscrivant qu'un but.

## Joueurs et encadrement technique

### Effectif professionnel
Le tableau ci-dessous reprend l'effectif lensois pour la saison 1991-1992

### Statistiques individuelles
Le joueur lensois ayant le plus joué en championnat est Pierre Laigle avec 37 matchs. Plusieurs autres joueurs dépassent les 30 rencontres disputées. Ainsi, le gardien Bernard Lama en joue 36, Hervé Arsène en dispute 35, Robbie Slater 34, Roger Boli, Frédéric Déhu et Jean-Guy Wallemme 33, Jimmy Adjovi-Boco et Éric Sikora 32, et Cyrille Magnier 30.
Le meilleur buteur en championnat est Pierre Laigle. Il inscrit 6 réalisations.

## Sponsors et éléments économiques
Le budget du RC Lens pour cette saison est de 50 millions de francs. Un groupement de 70 entreprises fournit au club 18 de ces 50 millions. Les sponsors du maillot lensois sont les marques Shopi et Crédit mutuel.

## Affluences
Affluence du Racing Club de Lens à domicile, lors de la saison 1991-1992